# Koppelerwaard

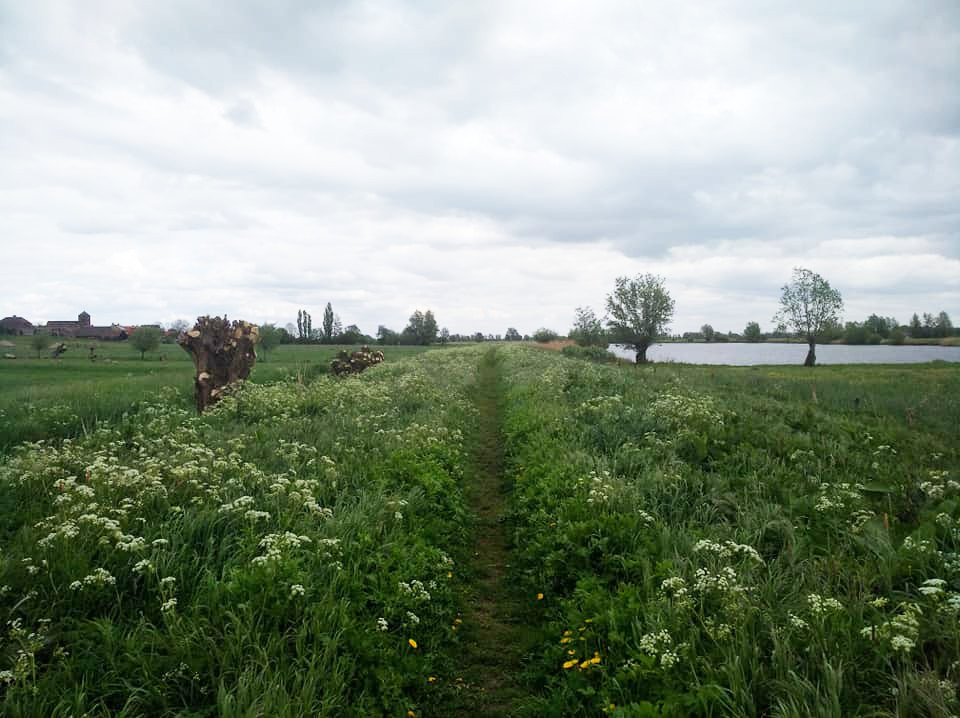
Bloemendijkje en Plas in natuurgebied Koppelerwaard, Wilsum

De Koppelerwaard of Wilsummer Weerd is een natuurgebied bij het dorp Wilsum in de Nederlandse gemeente Kampen. Het maakt deel uit van het Natura 2000-gebied Uiterwaarden van de IJssel en wordt beheerd door Staatsbosbeheer.
Via de Gelderse IJssel is dit gebied verbonden met Natuurgebied Onderdijkse Waard, het Reevediep en de Scherenwelle.

## Geschiedenis
Dit natuurgebied is een van de vroegste ontwikkelingen geweest van Ruimte voor de rivier. De Koppelerwaard is ontstaan doordat men klei afgroef voor het verstevigen van dijken rondom de stad Kampen. De plas die hieruit ontstaan is, is nu een belangrijk weidevogelgebied met schuin aflopende oevers. Er bevindt zich een vogelkijkhut.

## Waterbeheer
De Koppelerwaard bestaat deels uit natte weilanden. Wegens de zomerbedverlaging van de IJssel bij Kampen daalt ook de waterstand in de Koppelerwaard.
Daarom is bij Wilsum een roosmolen geplaatst, zodat makkelijker water ingelaten kan worden. Hierdoor kunnen de natte weilanden vochtig blijven, ook als de IJssel lager staat.